# Bandeira do Piauí
A Bandeira do estado do Piauí é um dos símbolos oficias do estado brasileiro do Piauí. Foi adotada oficialmente através da lei nº 1.050, promulgada em 24 de julho de 1922 e alterada posteriormente pela lei ordinária n° 5.507, de 17 de novembro de 2005. A faixa governamental do Piauí é confeccionada nas cores da bandeira e do brasão do estado.

## Características

### Descrição

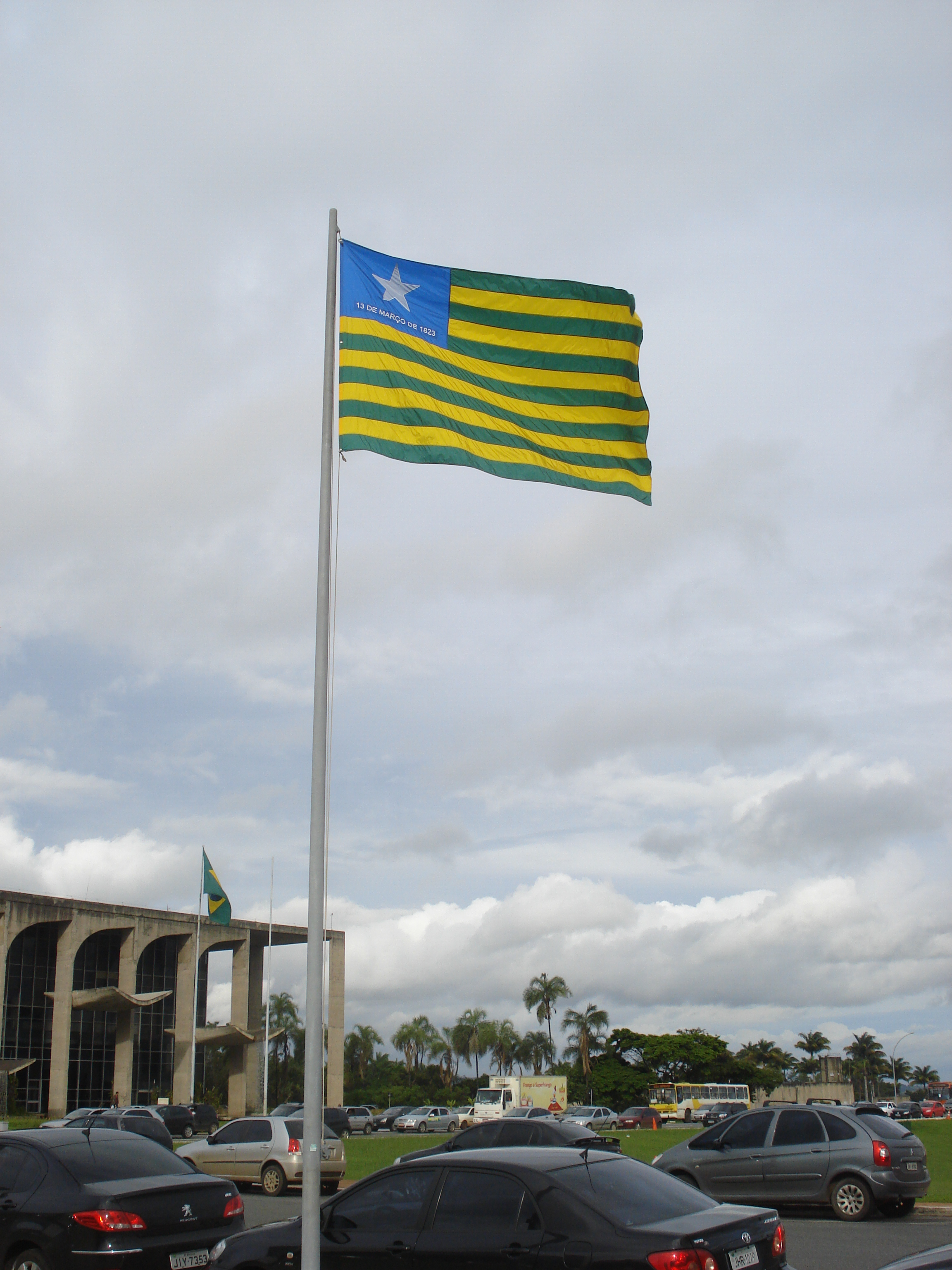
Bandeira do Piauí hasteada na esplanada dos ministérios em Brasília

A bandeira é descrita segundo a lei nº 1.050 de 1922 da seguinte maneira:
 Art. 2 
O pavilhão do Estado adopta as cores nacionaes verde e amarello alternadas em sete faixas da primeira e seis da segunda, contendo, no canto superior esquerdo, um rectangulo azul em cujo centro figura uma estrella branca, symbolisando o Piauhy como unidade da Federação Brazileira, tudo segundo o modelo do annexo nº 2.

### Dimensões e construção
Seu desenho consiste em um retângulo de proporção largura-comprimento de 2:3, dividido em treze listas horizontais de mesma largura nas cores verde e amarelas intercaladas. Na parte superior esquerda há um cantão com largura igual à largura de cinco linhas horizontais na cor azul em uma estrela branca no centro. Abaixo da estrela, se encontra em branco a inscrição "13 DE MARÇO DE 1823".

### Cores
As cores utilizadas na bandeira (verde, amarelo, azul e branco) não possuem suas tonalidades especificadas em lei. No entanto, o manual de identidade visual do governo do estado do Piauí define as seguintes cores para confecção da marca do governo (que apresenta uma versão estilizada da bandeira):
| Cor | Nome    | CMYK        | sRGB        | Hexadecimal | Pantone                     |
| --- | ------- | ----------- | ----------- | ----------- | --------------------------- |
|     | Azul    | 100/0/70/0  | 11/16/151   | 0B1097      | 294C (brilho), 288M (fosco) |
|     | Verde   | 70/0/100/10 | 86/161/52   | 56A134      | 362C (brilho), 369M (fosco) |
|     | Amarelo | 15/100/0/0  | 255/213/0   | FFD500      | 108C (brilho), 109M (fosco) |
|     | Branco  | 0/0/0/0     | 255/255/255 | FFFFFF      |                             |

### Simbolismo
As cores principais da bandeira são as mesmas da bandeira do Brasil, e são uma representação da integração do estado com o Brasil. Separadamente cada cor tem um significado específico:
- O amarelo representa a riqueza mineral;
- O verde representa a esperança;
- O azul representa o céu.

Além das cores, outros elementos presentes na bandeira também têm seu simbolismo:
- A estrela remete a Antares, que na bandeira nacional simboliza o estado do Piauí;
- A inscrição dentro do retângulo azul "13 DE MARÇO DE 1823", introduzida na alteração de 2005, marca o dia da batalha do Jenipapo, ocorrida em território piauiense.

## Outras bandeiras

Bandeira não-oficial da Província do Piauí, utilizada até 1922.[4]
Possível bandeira do estado do Piauhy, supostamente utilizada por volta do início do século XX.[5]
Antiga bandeira do Piauí, utilizada entre 24 de julho de 1922 a 1937, e 1946 a 2005.
Verso da bandeira do Piauí.

## Galeria

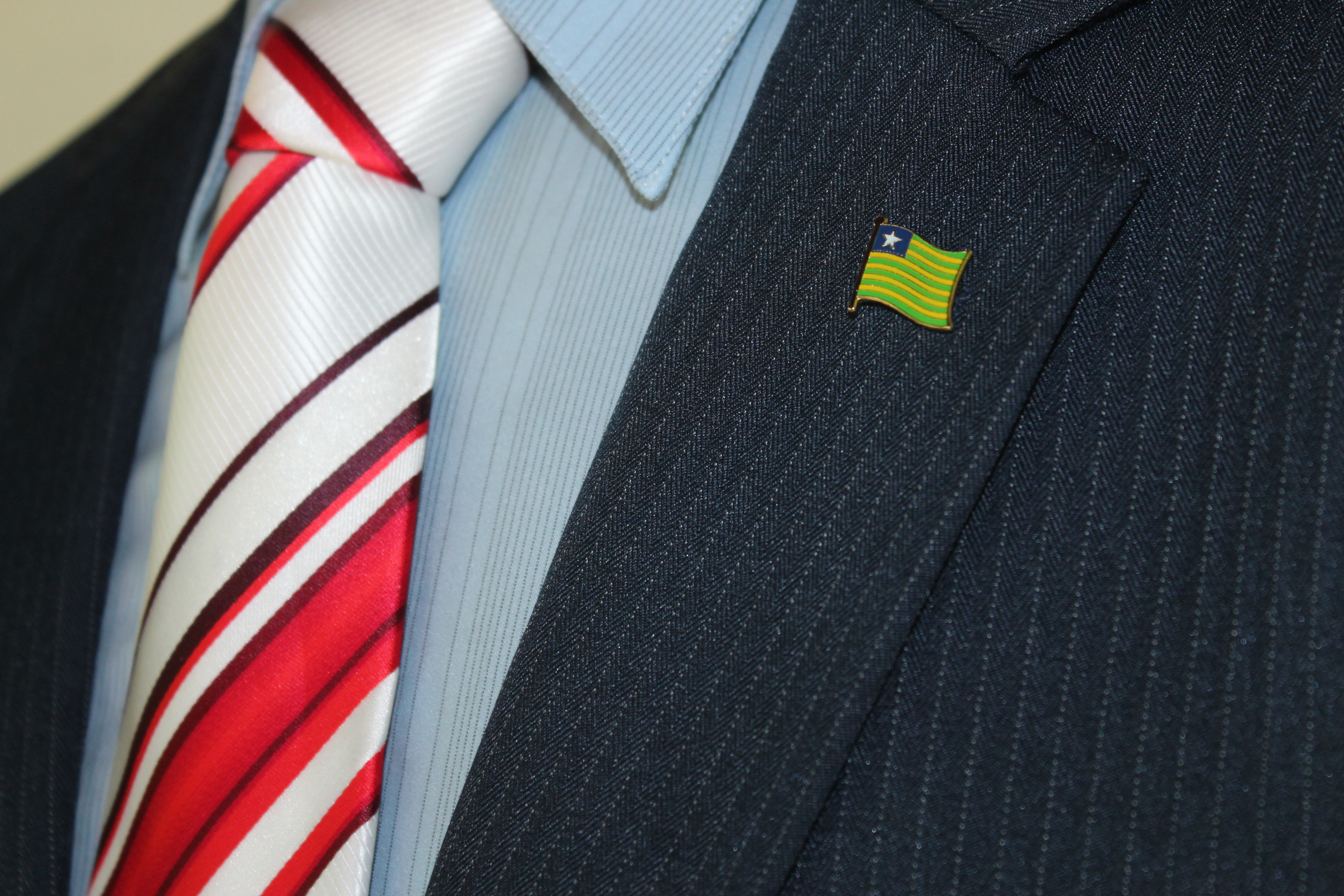
Numa lapela de paletó.
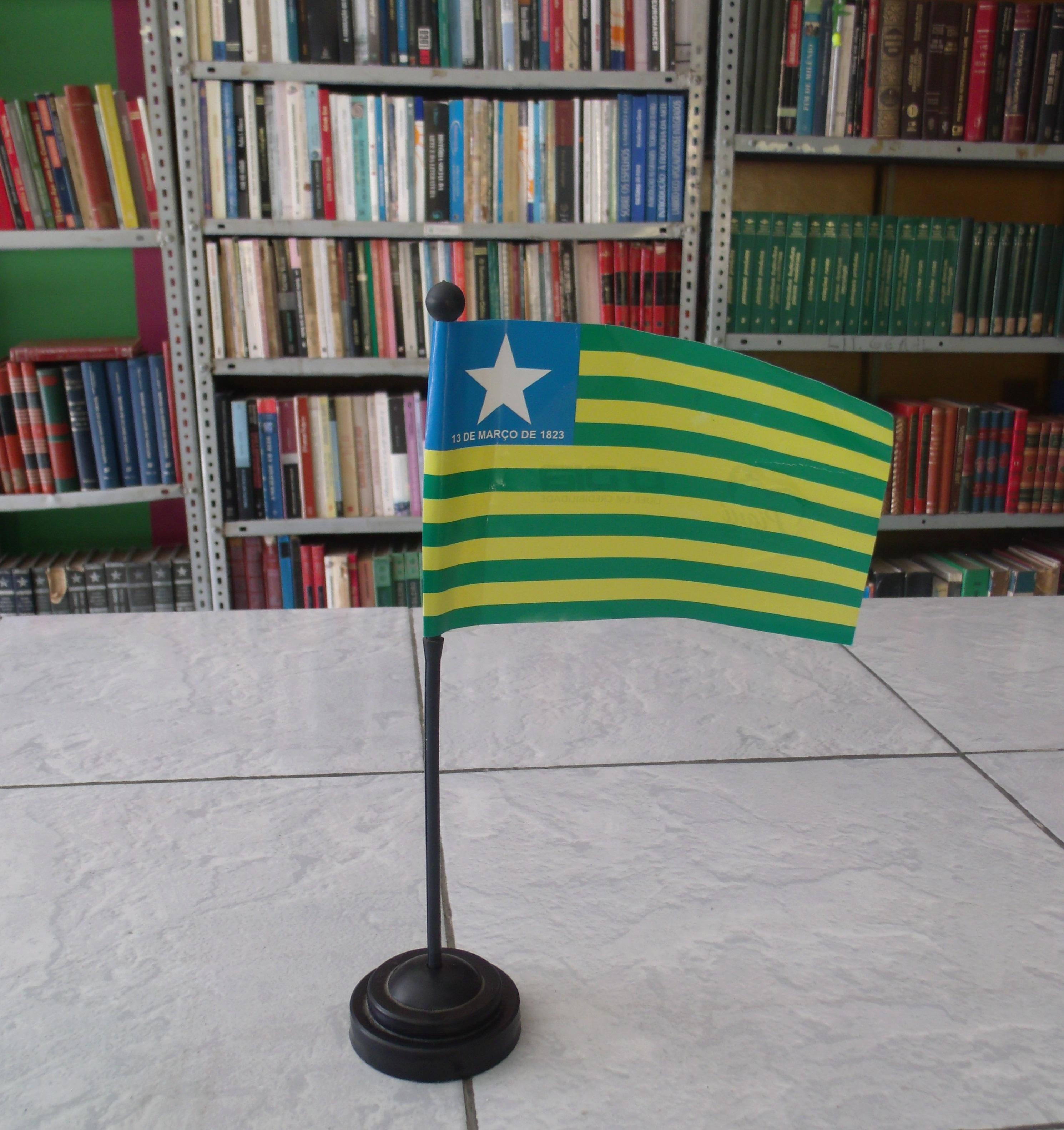
Miniatura em cima de uma mesa.
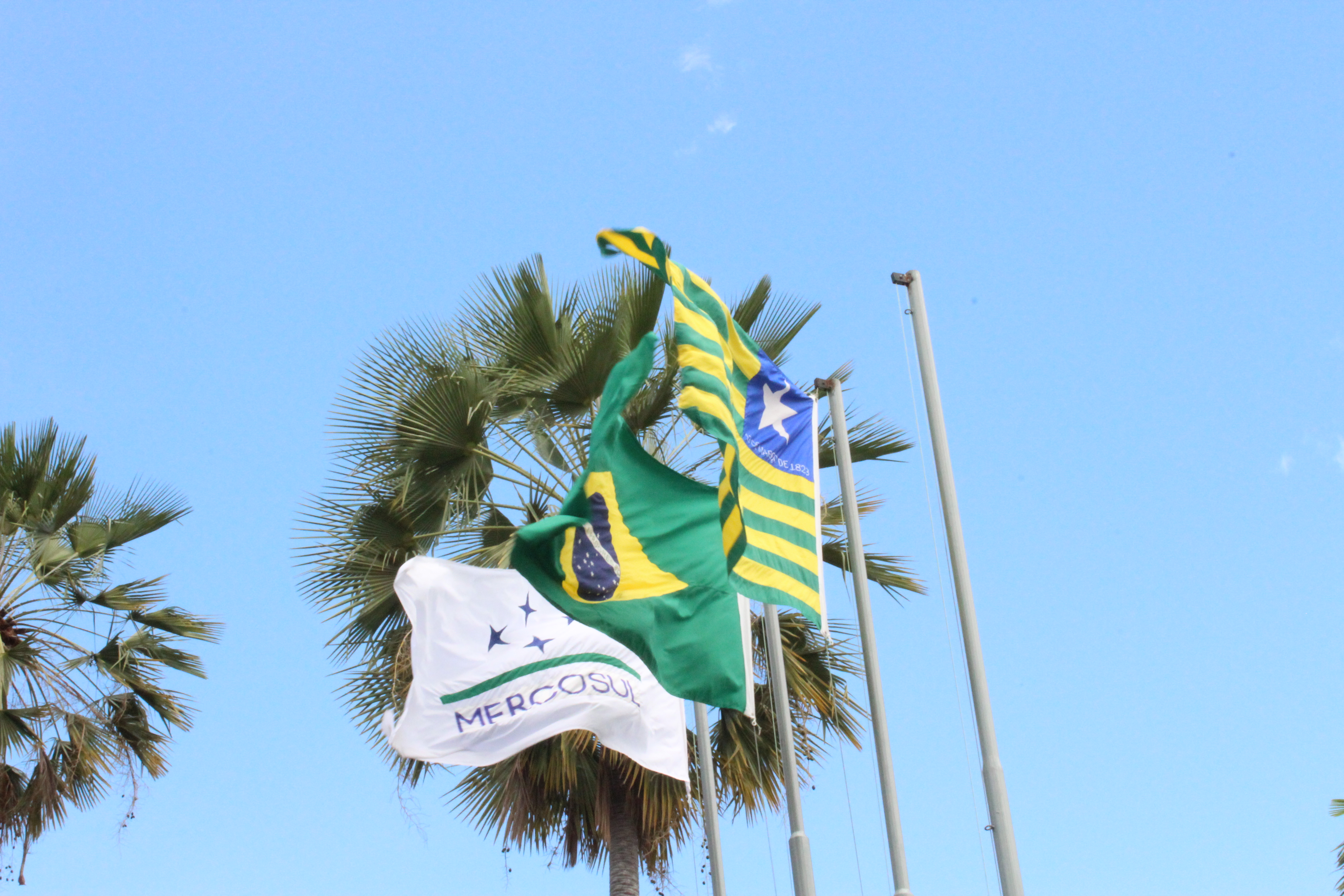
Em mastro com as bandeiras do Brasil e do Mercosul.
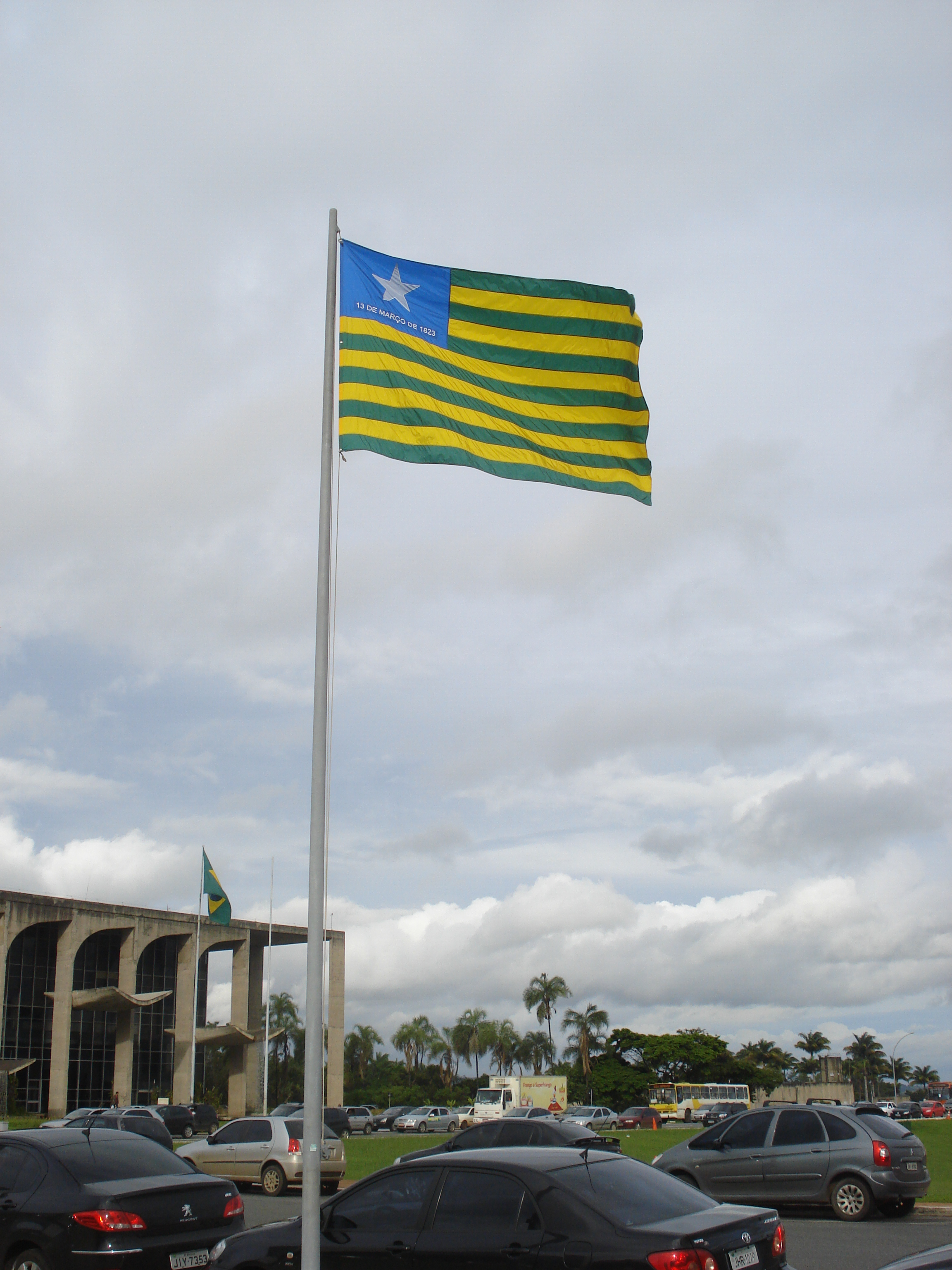
Bandeira do Piauí hasteada na esplanada dos ministérios em Brasília.
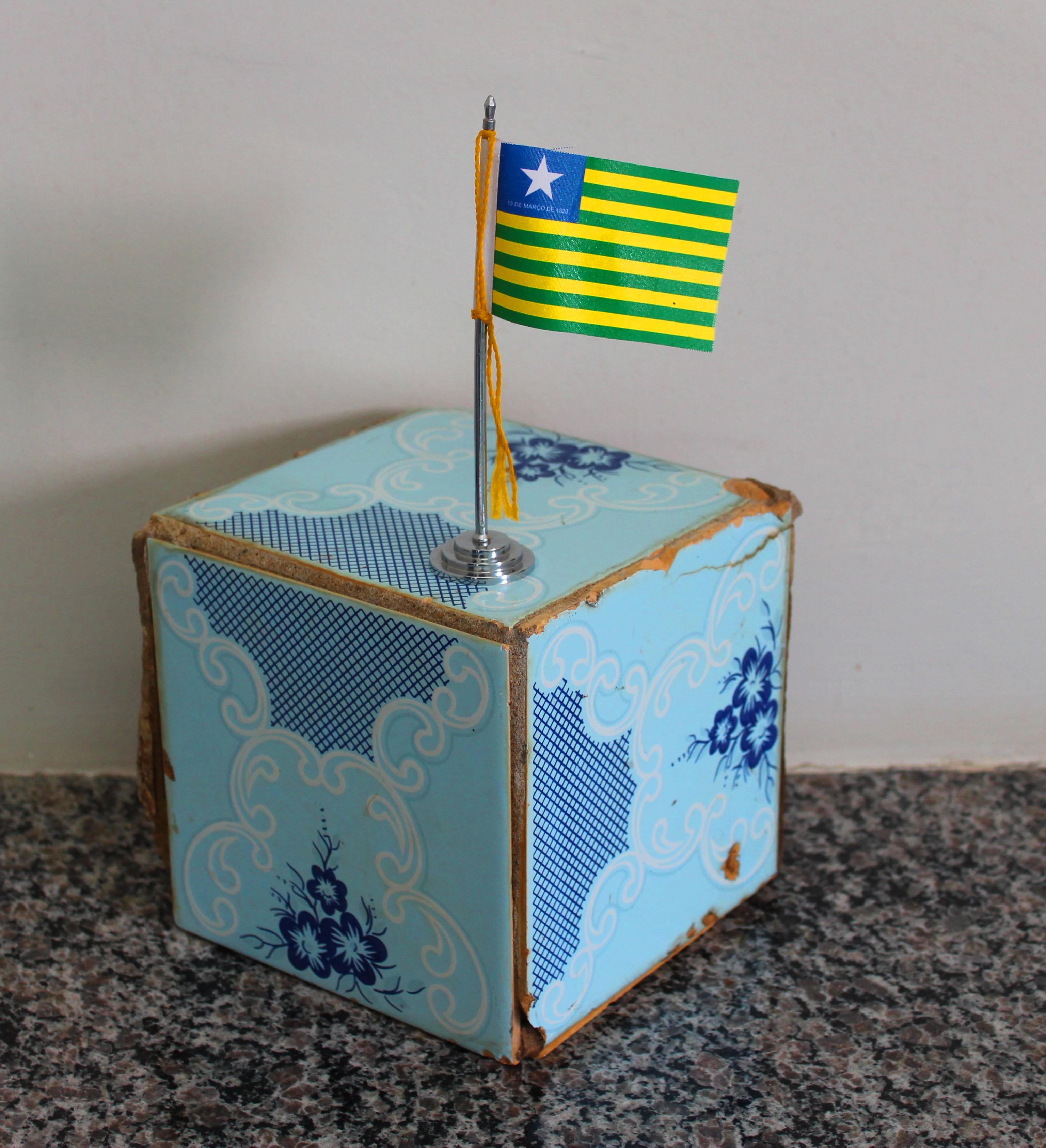
Mini mastro em base de azulejo.
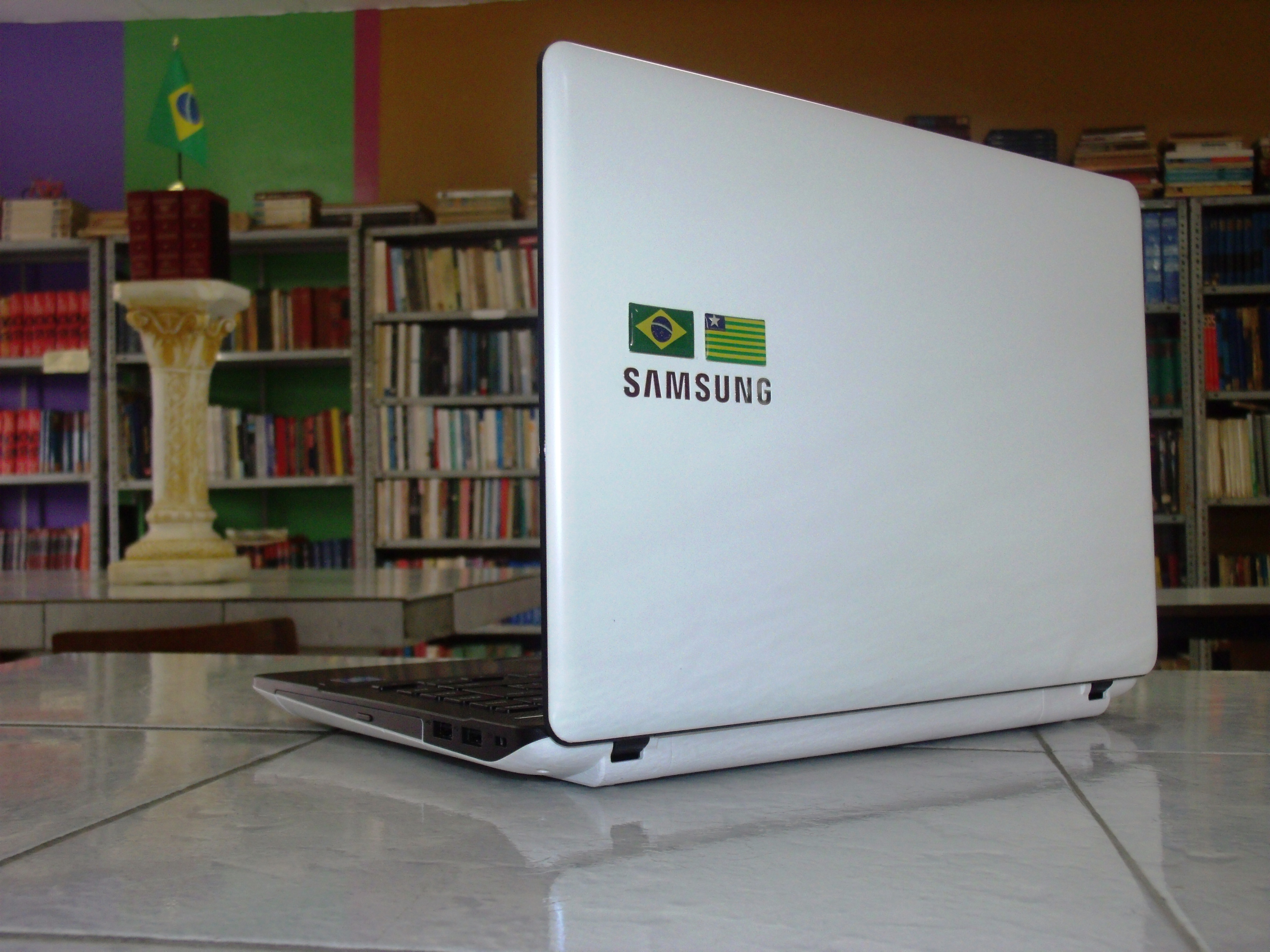
Adesivada em um notebook.
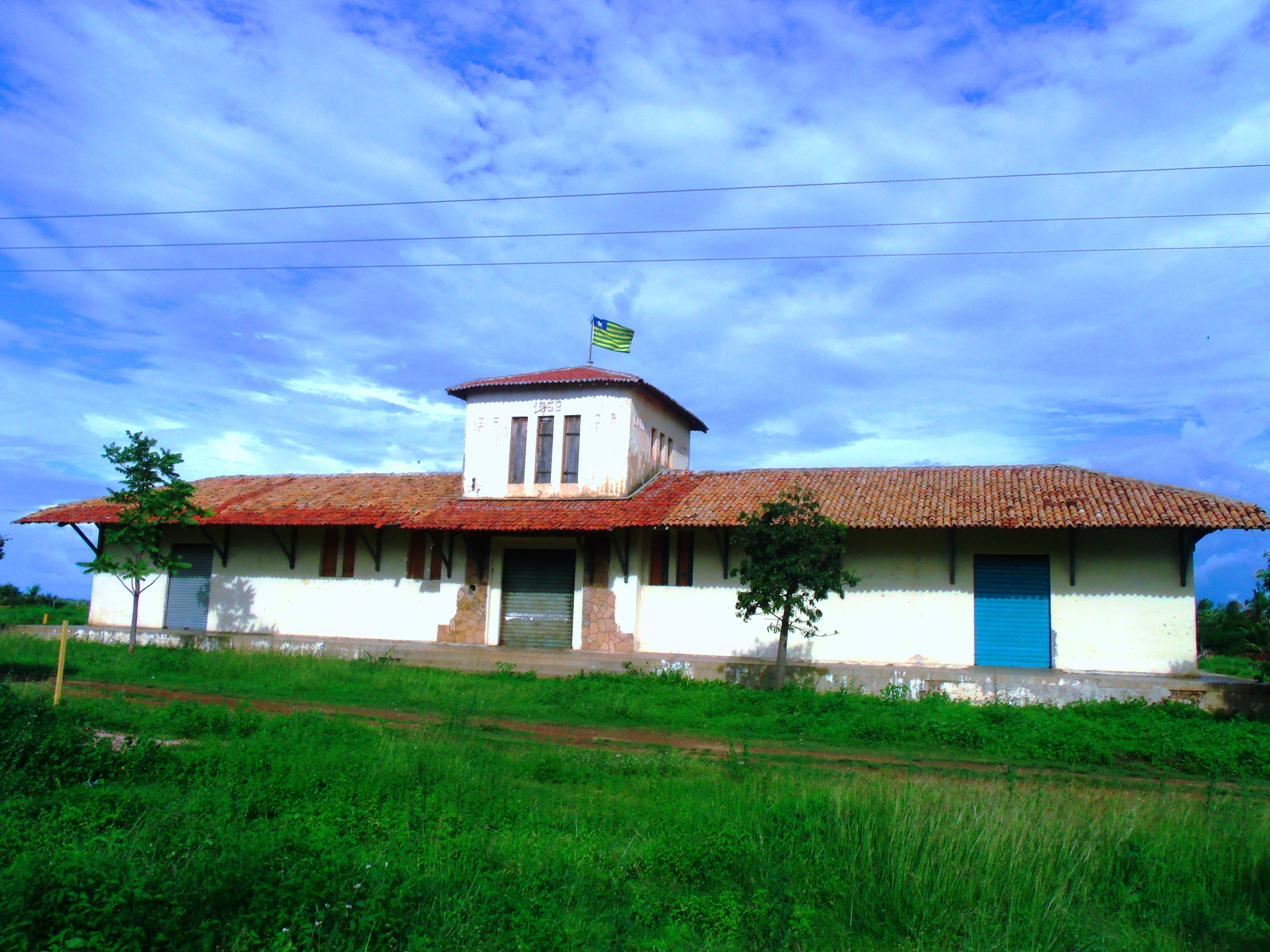
Hasteada no cimo do minarete da estação ferroviária de Campo Maior.